# Medema purvs
Medema purvs är en mosse i Lettland.   Den ligger i Mārupe kommun, i den centrala delen av landet, 10 km söder om huvudstaden Riga.